# Lichte
La Lichte est une rivière, longue de 17 kilomètres, affluent de la Schwarza dans les montagnes de Thuringe, en Allemagne de l'est. 

## Géographie
Elle fait partie du bassin de l'Elbe et prend sa source à 760 mètres d'altitude entre Neuhaus am Rennweg et Ernstthal. Elle termine son cours au barrage de Deesbach.
La Lichte traverse les villages de Deesbach, Unterweissbach, Meura et Lichte. 